# Siphona illinoiensis
Siphona illinoiensis là một loài ruồi trong họ Tachinidae.